# Dialectes du castillan en Espagne
 (mars 2020).

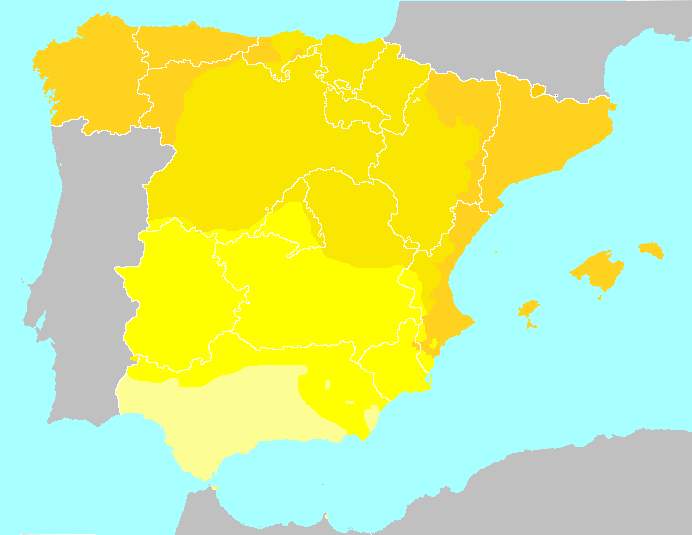
Dialectes du nord en contact avec d'autres langues romanes
Autres dialectes du nord
Dialectes de transition du sud
Dialecte andalou

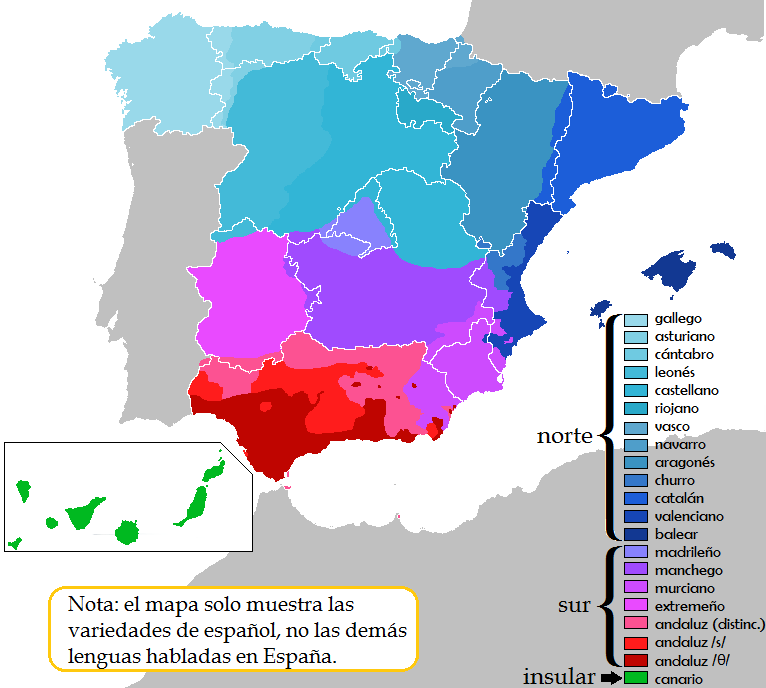
Dialectes en Espagne

En Espagne, il existe deux zones dialectales principales du castillan : les variétés septentrionales et les méridionales.

## Introduction
Tous les dialectes du castillan en Espagne sont intercompréhensibles. Géographiquement parlant, le domaine du castillan en Espagne peut se diviser entre le domaine septentrional et le méridional.
La différence la plus marquée entre les deux zones réside dans la prononciation du /s/ en fin de syllabe. Au nord, ce son se prononce [s], alors qu'au sud, il se convertit en un [h] aspiré, qui peut ne pas être prononcé. Par exemple, espera [estˈpeɾà] / [ɛʰpˈpeɾà] (attendre), colores [koˈleɾest] / [koˈleɾɛʰ] ou [kɔˈlɔɾɛʰ] (couleurs).
Ces régions incluent d'autres variantes dialectales qui ont une influence plus ou moins notable sur la variante locale de l'espagnol.
Les différences géographiques sont progressives et la transition entre les différents parlers est le fruit d'un immense continuum. Cependant, les isoglosses qui distinguent les dialectes entre eux tendent à se regrouper sur des barrières naturelles, ce qui provoque des discontinuités. Par exemple, les langues andalouses, les langues castillanes ou les langues léonaises ne sont pas homogènes. Les variations s'expliquent surtout par :
1. la diversité historique : les variétés géographiques du castillan n'ont pas les mêmes origines ;
2. l'existence de normes régionales de correction ;
3. l'existence de caractéristiques spécifiques locales au sein des dialectes (par exemple, les andalous peuvent parler avec le seseo ou avec le ceceo suivant leurs origines géographiques).

## Dialectes septentrionaux
Les dialectes septentrionaux parlés au nord-ouest recouvrent approximativement les territoires castellanisés avant le XIe siècle, ainsi que les territoires gagnés à l'aragonais et à l'asturléonais. Ils sont plus conservateurs et plus diversifiés entre eux que les dialectes méridionaux.
Ces dialectes sont :
- Le dialecte castillan septentrional ou dialecte castillan. On l'appelle aussi espagnol septentrional pour éviter l'appellation castillan castillan, désignant la variété du castillan parlé dans la région de Castille
- Castillan aragonais, à ne pas confondre avec la langue aragonaise
- Castillan riojan, à ne pas confondre avec l'ancien riojan précastillan, proche de la langue navarro-aragonaise
- Castillan churro, dialecte historique de l'est de la communauté valencienne
- Castellano léonais, à ne pas confondre avec le léonais, dialecte de la langue langue astur-léonaise

## Dialectes méridionaux

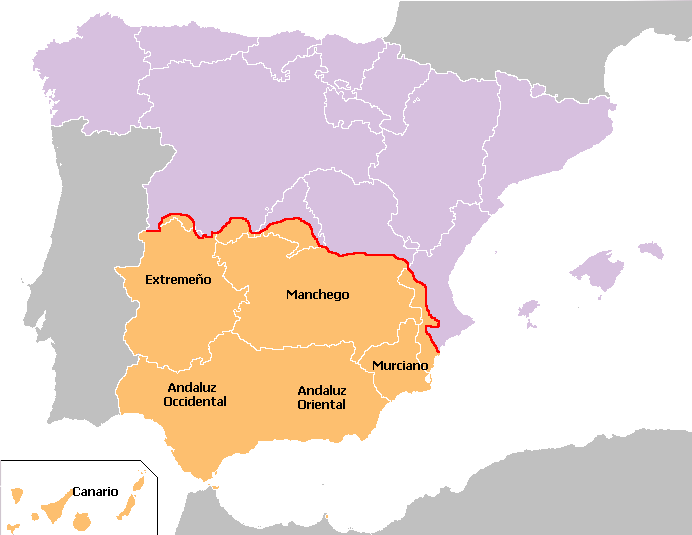
Dialectes de l'espagnol méridional

On les trouve dans la moitié sud de la péninsule ibérique et dans les îles Canaries. Ils sont moins conservateurs, avec des différences phonétiques très marquées. Ils trouvent leur origine dans l'expansion castillane pendant la Reconquista vers le sud, en donnant lieu à divers dialectes.
Ils présentent les caractéristiques communes suivantes :
- Aspiration du s en fin de syllabe : casas sonne ['ka.saʰ] ou même ['ka.sa] (maisons)
- Yeísme : bien qu'il ne soit pas généralisé, cette caractéristique est assez présente, surtout chez les jeunes.

D'autres traits moins communs :
- Seseo (c et s prononcés [s]), majoritaire aux Canaries et dans une grande partie de l'Andalousie avec le ceceo (c et s prononcés [θ]), mais très rare à Murcie (hormis dans le Campo de Cartagena) et dans l'Estrémadure. On l'entend aussi parfois dans les zones traditionnellement castillanophones des provinces d'Alicante et de Valence. Ailleurs, il est totalement absent, les c se prononcent [θ] et les s se prononcent [s].
- Ouverture différente des voyelles pour la différence entre singulier et pluriel : pie [pje] (pied), pies [pjɛ] (pieds), où le s a disparu. On trouve ce trait dans une zone comprenant la région de Grenade, Murcie, et la région au sud-est de Castille-La Manche.

Les dialectes méridionaux sont :
- Andalou
- Extremeño ou Castúo
- Canarien
- Manchego
- Madrilène
- Murcien

## Autres langues
Aux limites des régions traditionnellement castellanophones, les dialectes sont influencés par le castillan et par les autres langues à proximité (galicien, catalan, asturien), surtout dans les communautés autonomes où ces langues sont officielles. Ce contact est renforcé par le fait qu'aujourd'hui, la plupart des gens sont bilingues avec le castillan. L'espagnol parlé en ces zones est plus proche des variétés septentrionales. Ces langues sont :
- Variété du castillan des territoires catalanophones
- Variété du castillan de la Galice